# Grosshöchstetten
Grosshöchstetten (tot 1896 officieel in het Duits Höchstetten (Konolfingen)) is een gemeente en plaats in het Zwitserse kanton Bern, en maakt deel uit van het district Bern-Mittelland.
Grosshöchstetten telt 3.433 inwoners.